# Stenopelmatopterus sartorianus
Stenopelmatopterus sartorianus is een rechtvleugelig insect uit de familie Stenopelmatidae. De wetenschappelijke naam van deze soort is voor het eerst geldig gepubliceerd in 1859 door Saussure.